# Теурень (комуна)
Теурень, Теурені (рум. Tăureni) — комуна у повіті Муреш в Румунії. До складу комуни входять такі села (дані про населення за 2002 рік):
- Моара-де-Жос (72 особи)
- Теурень (904 особи) — адміністративний центр комуни
- Финаце (73 особи)

Комуна розташована на відстані 285 км на північний захід від Бухареста, 37 км на захід від Тиргу-Муреша, 42 км на південний схід від Клуж-Напоки.

## Населення
За даними перепису населення 2002 року у комуні проживали 1049 осіб.
Національний склад населення комуни:
| Національність | Кількість осіб | Відсоток |
| -------------- | -------------- | -------- |
| румуни         | 957            | 91,2%    |
| цигани         | 73             | 7,0%     |
| угорці         | 19             | 1,8%     |

Рідною мовою назвали:
| Мова      | Кількість осіб | Відсоток |
| --------- | -------------- | -------- |
| румунська | 1030           | 98,2%    |
| угорська  | 19             | 1,8%     |

Склад населення комуни за віросповіданням:
| Релігія        | Кількість осіб | Відсоток |
| -------------- | -------------- | -------- |
| православні    | 1004           | 95,7%    |
| реформати      | 19             | 1,8%     |
| греко-католики | 11             | 1,0%     |
| п'ятдесятники  | 8              | 0,8%     |
| баптисти       | 2              | 0,2%     |
| римо-католики  | 1              | 0,1%     |